# ハトゥーフ
ハトゥーフ（Hatoof、1989年1月26日 - ）はフランスの競走馬、繁殖牝馬。フランスだけでなくイギリスやカナダ、アメリカ合衆国に遠征し各国で勝利をあげるなど活躍した。1994年のエクリプス賞最優秀芝牝馬に選ばれた。

## 戦績

### 1991年（2歳）
9月3日にデビューし初戦を勝利で飾る。2週間後、重賞初挑戦となるオマール賞に出走、2番人気に推されハナ差の2着となる。続いてG1競走初挑戦となるマルセルブサック賞に出走するが短頭差で2着に敗れた。マルセルブサック賞の勝ち馬カルチャーヴァルチャーはイギリス調教馬だったため、この年3戦1勝2着2回の成績でフランス最優秀2歳牝馬に選ばれた。

### 1992年（3歳）
4月10日の準重賞のアンプルダンス賞で復帰。1番人気に推されたがクビ差敗れ、3回連続で2着となる。ここでイギリスのクラシック競走である1000ギニーに挑戦し、2番人気に推されマーリングをアタマ差押さえ勝利。G1競走初制覇を果たした。その後フランスに戻りプール・デッセ・デ・プーリッシュに出走、1番人気に推されたが3馬身離された6着となる。ジャック・ル・マロワ賞でも5着、ムーラン・ド・ロンシャン賞でも3着とマイル路線では勝ちきれない競馬が続いた。距離を伸ばしたオペラ賞で半年ぶりの勝利をあげ、その後カナダに遠征しE.P.テイラーステークスに出走、1番人気に推され後の凱旋門賞馬アーバンシーを3馬身離して勝利した。

### 1993年（4歳）
5月7日、ミュゲ賞から始動。緒戦を勝利し3連勝としてイスパーン賞に出走。1番人気に推されたが3馬身1/2離された4着となる。続くラ・クープでも1番人気に推され4着となるが、ラ・クープ・ド・メゾンラフィットでは不良馬場を苦にせず4馬身差で勝利した。再びイギリスに遠征しチャンピオンステークスに出走、1番人気に推され2着に3馬身差をつけ勝利。再びイギリスの地でG1競走に勝利し、G1競走2勝目をあげた。その後はアメリカに遠征、ブリーダーズカップ・ターフに出走したがコタシャーンから3馬身3/4離された5着に終わった。イギリスでの混合G1競走勝利などによりフランスの最優秀古馬牝馬に選ばれた。

### 1994年（5歳）
プレップレースに出走せずイスパーン賞に出走、1番人気に推されたが4着に敗れた。アスタルテ賞で勝利した後再びアメリカに遠征し、ビヴァリーD・ステークスに出走、2番人気に支持され勝利した。この勝利で3年連続G1競走勝利を達成した。その後は連覇を目指してイギリスのチャンピオンステークスに出走するが5着に敗れ、アメリカのブリーダーズカップ・ターフに出走した。距離不安などから6番人気となっていたが、ティッカネンの2着と好走した。この競走を最後に引退し、この年のエクリプス賞最優秀芝牝馬に選ばれた。

### 競走成績
| 出走日     | 競馬場             | 競走名                           | 格 | 距離    | 着順 | 騎手             | 着差      | 1着（2着）馬     |
| ---------- | ------------------ | -------------------------------- | -- | ------- | ---- | ---------------- | --------- | ---------------- |
| 1991.09.03 | ロンシャン         | トゥヴォル賞                     |    | 芝1600m | 1着  | G.ギニャール     | 1馬身     | (Eastern Exodus) |
| 1991.09.18 | ロンシャン         | オマール賞                       | G3 | 芝1600m | 2着  | G.ギニャール     | ハナ      | Guistaine        |
| 1991.10.06 | ロンシャン         | マルセルブサック賞               | G1 | 芝1600m | 2着  | P.エデリー       | 短頭      | Culture Vulture  |
| 1992.04.10 | メゾンラフィット   | アンプルダンス賞                 | LR | 芝1400m | 2着  | W.スウィンバーン | クビ      | Kenbu            |
| 1992.04.30 | ニューマーケット   | 1000ギニー                       | G1 | 芝8f    | 1着  | W.スウィンバーン | アタマ    | (Marling)        |
| 1992.05.17 | ロンシャン         | プール・デッセ・デ・プーリッシュ | G1 | 芝1600m | 6着  | W.スウィンバーン | 3馬身     | Culture Vulture  |
| 1992.08.16 | ドーヴィル         | ジャック・ル・マロワ賞           | G1 | 芝1600m | 5着  | W.スウィンバーン | 3 1/2馬身 | Exit to Nowhere  |
| 1992.09.06 | ロンシャン         | ムーラン・ド・ロンシャン賞       | G1 | 芝1600m | 3着  | G.モッセ         | 2馬身     | All at Sea       |
| 1992.10.04 | ロンシャン         | オペラ賞                         | G2 | 芝1850m | 1着  | W.スウィンバーン | 1/2馬身   | (La Favorita)    |
| 1992.10.18 | ウッドバイン       | E.P.テイラーステークス           | G2 | 芝10f   | 1着  | W.スウィンバーン | 3馬身     | (Urban Sea)      |
| 1993.05.07 | サンクルー         | ミュゲ賞                         | G3 | 芝10f   | 1着  | W.スウィンバーン | 1 1/4馬身 | (Shanghai)       |
| 1993.05.30 | ロンシャン         | イスパーン賞                     | G1 | 芝1850m | 4着  | W.スウィンバーン | 3 1/2馬身 | Arcangues        |
| 1993.06.24 | ロンシャン         | ラ・クープ                       | G3 | 芝2000m | 4着  | W.スウィンバーン | 1馬身     | D'Arros          |
| 1993.09.27 | メゾンラフィット   | ラ・クープ・ド・メゾンラフィット | G3 | 芝2000m | 1着  | W.スウィンバーン | 4馬身     | (Baya)           |
| 1993.10.16 | ニューマーケット   | チャンピオンステークス           | G1 | 芝10f   | 1着  | W.スウィンバーン | 3馬身     | (Ezzoud)         |
| 1993.11.06 | サンタアニタ       | ブリーダーズカップ・ターフ       | G1 | 芝12f   | 5着  | W.スウィンバーン | 3 3/4馬身 | Kotashaan        |
| 1994.05.29 | ロンシャン         | イスパーン賞                     | G1 | 芝1850m | 4着  | W.スウィンバーン | 3馬身     | Bigstone         |
| 1994.07.31 | ドーヴィル         | アスタルテ賞                     | G2 | 芝1600m | 1着  | W.スウィンバーン | 3/4馬身   | (Ski Paradise)   |
| 1994.08.27 | アーリントンパーク | ビヴァリーD・ステークス          | G1 | 芝9.5f  | 1着  | W.スウィンバーン | 1/2馬身   | (Flawlessly)     |
| 1994.10.15 | ニューマーケット   | チャンピオンステークス           | G1 | 芝10f   | 5着  | W.スウィンバーン | 1馬身     | Dernier Empereur |
| 1994.11.05 | チャーチルダウンズ | ブリーダーズカップ・ターフ       | G1 | 芝12f   | 2着  | W.スウィンバーン | 1 1/2馬身 | Tikkanen         |

## 引退後
引退後は故郷のゲインズボローファームで繁殖入りしたが目立った成績をあげた産駒はでていない。なお、日本に輸入された産駒のボシンシェからは東海ステークスなどを勝ったグレンツェントが出ている。

## 血統表
| ハトゥーフ (Hatoof)の血統（リヴァーマン系 / Nearco 5×5=6.25%、Princequillo 5×5=6.25%） | ハトゥーフ (Hatoof)の血統（リヴァーマン系 / Nearco 5×5=6.25%、Princequillo 5×5=6.25%） | ハトゥーフ (Hatoof)の血統（リヴァーマン系 / Nearco 5×5=6.25%、Princequillo 5×5=6.25%） | （血統表の出典） | （血統表の出典） |
| 父 Irish River 1976 栗毛                                                               | 父の父Riverman 1969 鹿毛                                                               | Never Bend                                                                             | Nasrullah        | Nasrullah        |
| 父 Irish River 1976 栗毛                                                               | 父の父Riverman 1969 鹿毛                                                               | Never Bend                                                                             | Lalun            |                  |
| 父 Irish River 1976 栗毛                                                               | 父の父Riverman 1969 鹿毛                                                               | River Lady                                                                             | Prince John      | Prince John      |
| 父 Irish River 1976 栗毛                                                               | 父の父Riverman 1969 鹿毛                                                               | River Lady                                                                             | Nile Lily        |                  |
| 父 Irish River 1976 栗毛                                                               | 父の母Irish Star 1960 鹿毛                                                             | Klairon                                                                                | Clarion          | Clarion          |
| 父 Irish River 1976 栗毛                                                               | 父の母Irish Star 1960 鹿毛                                                             | Klairon                                                                                | Kalmia           |                  |
| 父 Irish River 1976 栗毛                                                               | 父の母Irish Star 1960 鹿毛                                                             | Botany Bay                                                                             | East Side        | East Side        |
| 父 Irish River 1976 栗毛                                                               | 父の母Irish Star 1960 鹿毛                                                             | Botany Bay                                                                             | Black Brook      |                  |
| 母 Cadeaux d'Amie 1984 栗毛                                                            | 母の父Lyphard 1969 鹿毛                                                                | Northern Dancer                                                                        | Nearctic         | Nearctic         |
| 母 Cadeaux d'Amie 1984 栗毛                                                            | 母の父Lyphard 1969 鹿毛                                                                | Northern Dancer                                                                        | Natalma          |                  |
| 母 Cadeaux d'Amie 1984 栗毛                                                            | 母の父Lyphard 1969 鹿毛                                                                | Goofed                                                                                 | Court Martial    | Court Martial    |
| 母 Cadeaux d'Amie 1984 栗毛                                                            | 母の父Lyphard 1969 鹿毛                                                                | Goofed                                                                                 | Barra            |                  |
| 母 Cadeaux d'Amie 1984 栗毛                                                            | 母の母Tananarive 1970 鹿毛                                                             | Le Fabuleux                                                                            | Wild Risk        | Wild Risk        |
| 母 Cadeaux d'Amie 1984 栗毛                                                            | 母の母Tananarive 1970 鹿毛                                                             | Le Fabuleux                                                                            | Anguar           |                  |
| 母 Cadeaux d'Amie 1984 栗毛                                                            | 母の母Tananarive 1970 鹿毛                                                             | Ten Double                                                                             | Decathlon        | Decathlon        |
| 母 Cadeaux d'Amie 1984 栗毛                                                            | 母の母Tananarive 1970 鹿毛                                                             | Ten Double                                                                             | Roodles F-No.25  |                  |

- 全弟Irish Prize（シューメイカーブリーダーズカップマイルステークス）